# Feziali

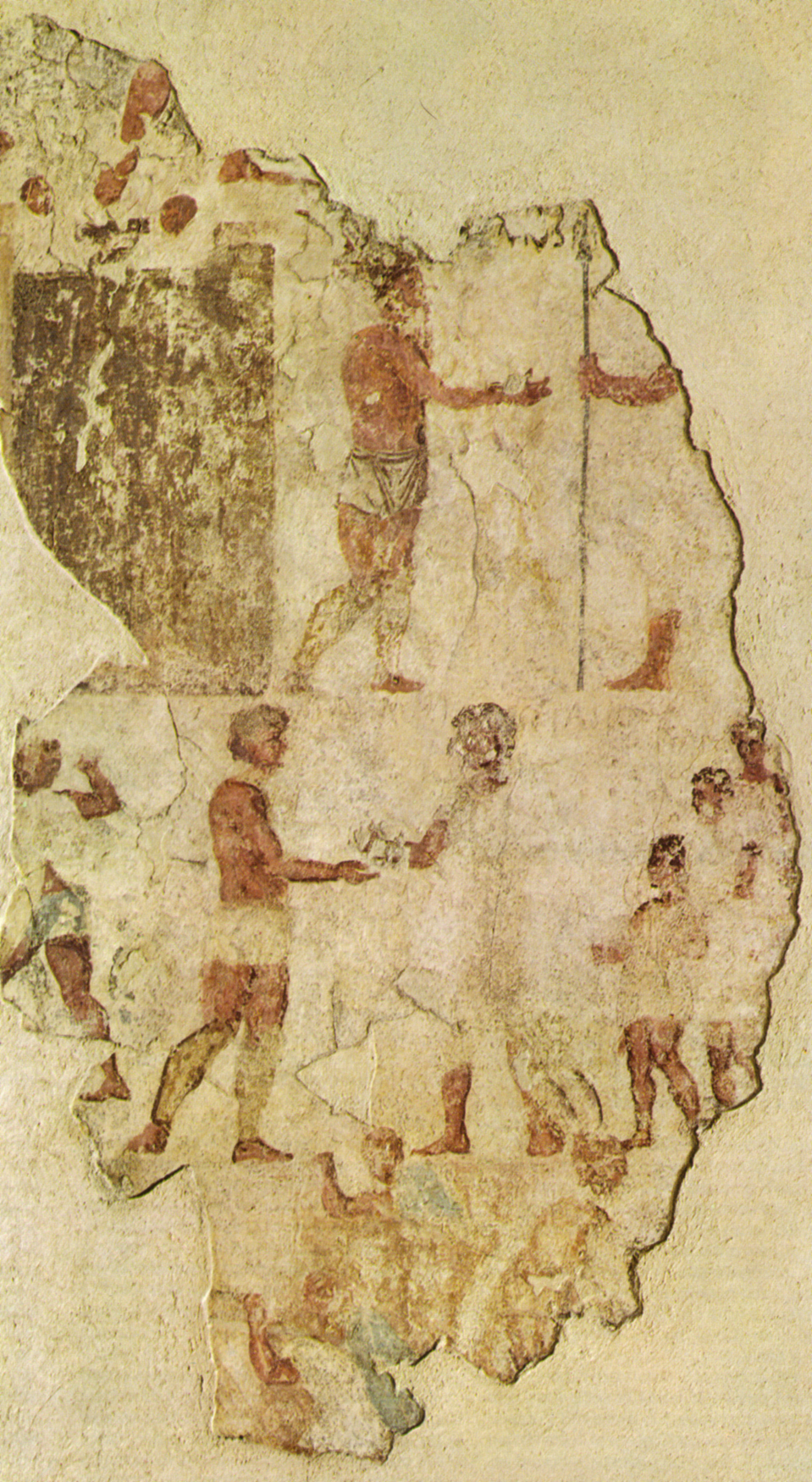
Affresco con scena storica dalle necropoli dell'Esquilino, con una scena forse di feziale al centro, tra le prime testimonianze di pittura su affresco romana pervenutaci (inizio del III secolo a.C.)

I Feziali (Fetiales o Feciales) costituivano un collegio sacerdotale dell'antica Roma, nominati per cooptazione, scelti in principio solo fra i patrizi e solo nella tarda età repubblicana anche fra i plebei. Si potrebbe sostenere che fossero incaricati di preservare gli aspetti formali del diritto internazionale e del diritto bellico dell'Urbe.

## Descrizione
A capo di questo sacerdozio c'era il magister fetialum in carica un anno, eletto dagli altri feziali per guidare la politica del collegio coordinandola con le decisioni del senato e delle assemblee e per fare da intermediario nella stipula di patti internazionali o per la dichiarazione di guerra con altri popoli.
La loro origine viene fatta risalire al primo periodo monarchico, a Numa Pompilio, (forse a Tullo Ostilio o ad Anco Marzio) ma si sa che un analogo Collegio era attivo anche ad Alba Longa.
Sempre da Livio si può dedurre un elemento per il quale il diritto feziale sarebbe stato preso dal popolo degli Equicoli, abitanti della zona a Nord Est di Roma. Nel libro primo della sua ab Urbe condita narra dell'adozione da parte d'Anco Marzio della formula di questo popolo per chiedere il risarcimento dei danni alle altre popolazione, nel caso di specie i Latini. Secondo questa usanza il feziale si recava presso il confine dell'altro popolo con un'asta insanguinata e dopo aver recitato la formula con cui dichiarava guerra la lanciava nel territorio nemico.
Il loro numero era fissato a 20 e fra di loro si identificava un pater patratus Populi Romani che, come oratore ufficiale del Collegium, era incaricato delle ambascerie ai popoli confinanti con Roma, fra cui la dichiarazione formale di guerra. In caso di ambasceria si recavano in delegazione presso il popolo straniero in numero di due o quattro per compiere i loro riti. Il Pater Patratus era il solo ad aver diritto di sancire o rompere i trattati, in quanto l'unico ad avere la delega di giuramento per il popolo romano. Il Pater patratus era accompagnato dal Verbenarius che portava con sé una zolla di verbena (sagmina), tolta all'arce capitolina, come da tradizione della fondazione del collegio sacerdotale. I Feziali agivano quindi da primitivi ambasciatori in grado di dichiarare guerra o di stringere accordi di pace, che si potevano concludere con un indennizzo versato in riparazione dei presunti danni subiti dal popolo romano.
La cerimonia per la dichiarazione di guerra - che prevedeva l'uso della verbena come "erba sacra" (herba pura) a simboleggiare il territorio romano, il lapis silex, a simboleggiare la folgore che annichilisce lo spergiuro.  e lo scettro (simbolo di auctoritas) - viene descritta da Tito Livio:
(Livio, Ab Urbe condita, I:24 e 33)
Questa asta veniva poi scagliata nel territorio nemico.
Quando le guerre dei Romani cominciarono a combattersi in regioni lontane, i Feziali non poterono più intraprendere lunghi viaggi per compiere i loro cerimoniali che dovevano avere luogo ai confini dello stato nemico. Fu pertanto deciso che il territorio nemico fosse simbolicamente rappresentato da un campo situato presso il tempio della dea Bellona, nei pressi del circo Flaminio. Questo campo, proprio perché simboleggiava il territorio nemico, fu perciò detto hostilis: al suo interno veniva scagliata la lancia che ritualmente dava inizio alle ostilità e si compivano le altre cerimonie prescritte.
I Feziali erano anche i garanti dei patti giurati e punivano duramente chi mancava alla parola data, in particolare i disertori in guerra. Il Feziale era il difensore della dignità e dell'orgoglio di Roma fino al punto di immedesimarsi con l'Urbe stessa. Ogni offesa alla Città doveva ottenere soddisfazione e, se non era possibile con il negoziato, allora la guerra diveniva non solo necessaria ma anche giusta e legittima di fronte agli dèi.
L'ufficio, sostanzialmente scomparso nell'età augustea, fu riesumato da Claudio per poi scomparire definitivamente dopo di lui.